# Talsperre Odeleite
Die Talsperre Odeleite (portugiesisch Barragem de Odeleite) liegt in der Region Algarve Portugals im Distrikt Faro. Sie staut den Odeleite, einen rechten (westlichen) Nebenfluss des Guadiana zu einem Stausee (port. Albufeira da Barragem de Odeleite) auf. Die namensgebende Gemeinde Odeleite liegt am nördlichen Ende der Talsperre, die Kleinstadt Castro Marim ca. 15 km südöstlich der Talsperre.
Mit dem Projekt zur Errichtung der Talsperre wurde im Jahre 1992 begonnen. Der Bau wurde 1997 fertiggestellt. Die Talsperre dient neben der Trinkwasserversorgung auch der Bewässerung. Sie ist im Besitz der INAG.

## Absperrbauwerk
Das Absperrbauwerk ist ein CFR-Damm mit einer Höhe von 65 m über der Gründungssohle (50 m über dem Flussbett). Die Dammkrone liegt auf einer Höhe von 55 m über dem Meeresspiegel. Die Länge der Dammkrone beträgt 350 m und ihre Breite 12 m. Die Straße IC27 verläuft auf der Dammkrone. Das Volumen des Bauwerks beträgt 1 Mio. m³.
Der Staudamm verfügt sowohl über einen Grundablass als auch über eine Hochwasserentlastung. Über den Grundablass können maximal 375 m³/s abgeleitet werden, über die Hochwasserentlastung maximal 1.287 m³/s. Das Bemessungshochwasser liegt bei 2.350 m³/s; die Wahrscheinlichkeit für das Auftreten dieses Ereignisses wurde mit einmal in 5.000 Jahren bestimmt.

## Stausee
Beim normalen Stauziel von 52 m (maximal 55,16 m bei Hochwasser) erstreckt sich der Stausee über eine Fläche von rund 7,2 km² und fasst 130 Mio. m³ Wasser – davon können 117 Mio. m³ genutzt werden. Das minimale Stauziel liegt bei 26 m.